# Юзна, Брайан
Брайан Юзна (англ. Brian Yuzna; род. 30 августа 1949, Манила, Филиппины) — американский кинорежиссёр, сценарист и продюсер, специализирующийся в жанре фильмов ужасов.

## Биография
Родился на Филиппинах. В молодости, да и в зрелом возрасте, часто менял место обитания: Центральная Америка (Панама, Никарагуа, Мексика), США (Атланта, Лос-Анджелес), Италия, Испания.
Занимался живописью, первый вид творчества и бизнеса — проект издания комиксов в жанре ужасов «Metamorphosis» (о спортсмене, ставшем жертвой наркотических пристрастий). Участвовал в создании серии комиксов «Horrorama» (для «Narwain Comics»  Архивная копия от 9 февраля 2007 на Wayback Machine.
В кинобизнесе с середины 80-х годов. Вместе с испанским партнёром Хулио Фернадесом открыл под Барселоной кинокомпанию «Filmax». В феврале 2006 года в сотрудничестве с Тэдом Чэлмерсом и Рэйем Хэбушем основал новую кинокомпанию «Halcyon International Pictures».
Женат, отец четверых детей. Дочь и трое сыновей пошли по стопам отца, пробуя себя в актерской профессии.

## Творчество
Пришёл в кино в возрасте 33 лет. Первая работа в качестве продюсера у режиссёра Стюарта Гордона «Реаниматор» (1985). Цель творчества Юзны и как режиссёра и как продюсера — возрождение жанра фильмов ужасов как малобюджетного зрелищного кино, снимающегося на английском языке, активно используя местные киноталанты. .
Вторую (первая была снята по мотивам творчества Лавкрафта) ленту как режиссёр снял в необычно социальном ракурсе, изобличающем пороки ханжества среднего класса — «Общество» (1989). В своих литературных пристрастиях известен как поклонник рассказов Г. Ф. Лавкрафта, по мотивам которых снял сам или с соучастием режиссёра Стюарта Гордона несколько лент:
- «Реаниматор» (Herbert West, Re-Animator)
- «Извне» (From Beyond)
- «Невеста реаниматора»
- «Книга мёртвых» (сборник Necronomicon, 1927, рассказы: The Rats in the Walls, Cool Air and The Whisperer in Darkness)
- «Дагон» (по рассказам: Дагон (Dagon) и «Тень над Инсмутом» (The Shadow Over Innsmouth)
- «Возвращение реаниматора»

## Награды
- 1990 — Международный кинофестиваль фантастических фильмов в Брюсселе — специальный приз за лучший грим в фильме («Общество»)
- 1994 — Международный кинофестиваль фантастических фильмов в Аместердаме — приз Серебряный крик за фильм («Возвращение живых мертвецов 3»)
- 2004 — Международный кинофестиваль фантастических фильмов в Швеции — Гран-при жюри за фильм «Дантист»
- 2001 — Международный кинофестиваль фантастических фильмов Fantafestival — призы зрительских симпатий и приз жюри лучшему фильму «Фауст: Любовь проклятого»
- 2004 — Международный кинофестиваль фантастических фильмов в Швеции — Гран-при за лучший европейский фантастический фильм «Возвращение реаниматора»

## Фильмография
| Год  | На русском                                        | На языке оригинала                            | Кем                           |
| 1985 | Реаниматор                                        | Re-Animator                                   | продюсер                      |
| 1986 | Извне                                             | From Beyond                                   | продюсер, сценарист           |
| 1987 | Куклы                                             | Dolls                                         | продюсер                      |
| 1989 | Общество                                          | Society                                       | режиссёр                      |
| 1989 | Дорогая, я уменьшил детей                         | Honey, I Shrunk the Kids                      | продюсер, сценарист           |
| 1989 | Чернокнижник                                      | Warlock                                       | продюсер                      |
| 1990 | Невеста реаниматора                               | Bride of Re-Animator                          | режиссёр, сценарист, продюсер |
| 1991 | Гайвер                                            | The Guyver                                    | продюсер, сценарист           |
| 1992 | Посвящение: Тихая ночь, смертельная ночь 4        | Initiation: Silent Night, Deadly Night 4      | режиссёр, сценарист           |
| 1993 | Тихая ночь, смертельная ночь 5: Создатель игрушек | Silent Night, Deadly Night 5: The Toy Maker   | продюсер, сценарист           |
| 1993 | Infested                                          | Infested                                      | продюсер                      |
| 1993 | Возвращение живых мертвецов 3                     | Return of the Living Dead III                 | режиссёр, сценарист           |
| 1994 | Книга мёртвых                                     | Necronomicon «The Library» «Whispers»         | режиссёр, продюсер, сценарист |
| 1995 | Плачущий убийца                                   | Crying Freeman                                | продюсер                      |
| 1996 | Тарзан, серия «Возвращение Тарзана»               | Tarzan: The Epic Adventures «Tarzan’s Return» | режиссёр                      |
| 1996 | Дантист                                           | The Dentist                                   | режиссёр                      |
| 1998 | Эмбрион                                           | Progeny                                       | режиссёр                      |
| 1998 | Дантист-2                                         | The Dentist 2                                 | режиссёр                      |
| 2001 | Фауст: Любовь проклятого                          | Faust: Love of the Damned                     | режиссёр, продюсер            |
| 2001 | Арахнид                                           | Arachnid                                      | продюсер                      |
| 2001 | Дагон                                             | Dagon                                         | продюсер                      |
| 2002 | Тьма                                              | Darkness                                      | продюсер                      |
| 2003 | Возвращение реаниматора                           | Beyond Re-Animator                            | режиссёр, продюсер, сценарист |
| 2004 | Ротвейлер                                         | Rottweiler                                    | режиссёр                      |
| 2004 | Охота на оборотня                                 | Romasanta                                     | продюсер                      |
| 2005 | В тихом омуте                                     | Beneath Still Waters                          | режиссёр                      |
| 2005 | Монахиня                                          | Monja, La                                     | продюсер                      |
| 2008 | 6-й элемент                                       | The Sixth Element                             | продюсер                      |
| 2010 | Дом реаниматора (проект заморожен)                | House of Re-Animator                          | продюсер                      |